# Zdrody Nowe
Zdrody Nowe – wieś w Polsce położona w województwie podlaskim, w powiecie białostockim, w gminie Poświętne.
| SIMC    | Nazwa | Rodzaj    |
| ------- | ----- | --------- |
| 0038681 | Wygon | część wsi |

W latach 1975–1998 miejscowość administracyjnie należała do województwa białostockiego.
Wierni kościoła rzymskokatolickiego należą do parafii św. Michała Archanioła w Płonce Kościelnej.